# グエン・トゥック・トゥイ・ティエン
グエン・トゥック・トゥイ・ティエン（越: Nguyễn Thúc Thùy Tiên、漢：阮叔垂仙、1998年8月12日 - ）は、ベトナムの女性モデル。2021年12月4日、バンコクで開催されたミス・グランド・インターナショナル 2021で優勝したことで知られる。名前のカタカナ表記はベトナムの声放送局の報道に従う。

## 経歴
1998年8月12日、ホーチミン市に生まれる。2016年、ベトナム国家大学ホーチミン市校の人文社会科学大学入学、フランス語を学ぶが2019年に専攻を変えホーチミン市の私立大学Hoa Sen Universityより国際経営学の学位を得て2022年卒業。
2017年、ミス南部地域ベトナムMiss Southern Region Vietnam 2017で準優勝、Miss Vietnam 2018に出場するチャンスを得る。そこでは総合Top5に選出され、「仁愛の心を持つミスBeauty with a Purpose」を受賞した。
2018年11月9日、東京ドームシティで開催された第58回ミス・インターナショナル（ミス・インターナショナル2018）に出場するが、入賞はかなわなかった。
2021年11月16日、ミス・グランド・ベトナム2021に選ばれる。 ミス・グランド・インターナショナル2021では世界各国・地域から選ばれた総計59人の美女たちの中で競い合った。
2021年11月30日、ナショナルコスチュームの審査ではデザイナーTín TháiによるBlue Angelと題された衣装を着用した。後ろに金色の装飾を施した一対の大きな翼があり、凝ったヘッドドレスもある。 12月2日、イブニングガウン審査で赤いドレスを着用した。
12月4日、迎えた決勝審査でトップ20に残る。水着審査を経てトップ10に進出することができた。
トップ10を対象とするイブニングガウン審査ではThe Crown Dressと呼ばれるドレスを着用した。ミス・グランド・ベトナム2021の戴冠式のときに彼女が着用していたものと同じである。英語によるプレゼンテーションでは、世界平和をテーマに回答した。その直後、タイ語で「世界を皆にとってより良い場所にする」という意味の文を述べ、同時に三本指敬礼をする。これは『ハンガー・ゲーム』から着想を得た反独裁のシンボルで、タイやミャンマーの民主派の敬礼でもある。 これらが評価され、トップ5に駒を進める。
トップ5を対象とする質疑応答で、司会者はこう聞いてきた：今この瞬間も、世界には人権や経済など様々な問題が横たわっています。誰か一人選んで話をすることができるとしたら誰を選びますか。また、それはなぜですか(意訳)。彼女はこう答えた：アストラゼネカのワクチン開発者にありがとうと言いたいです。なぜなら、彼女は自らの知的財産権に対してお金を要求していないからです(意訳)。 最終的にミス・グランド・インターナショナルのタイトルを獲得、 ミス・グランド・インターナショナル2020のアベナ・アピアによって戴冠された。
ミス・グランド・インターナショナル2021の任期の間、タイ、ペルー、エクアドル、コロンビア、スペイン、アンゴラ、ルーマニア、イギリス、マレーシア、インド、インドネシア、そして母国のベトナムを歴訪。2022年3月26日、ファム・ミン・チン首相よりProminent Young Face 2021 (越: Gương mặt trǫ tiêu biểu 2021)として表彰された。
2022年5月、Swiss Hotel Management Schoolの修士課程に入学する予定であると報じられた。